# Aburina tetragramma
Aburina tetragramma är en fjärilsart som beskrevs av George Francis Hampson 1926. Aburina tetragramma ingår i släktet Aburina och familjen nattflyn. Inga underarter finns listade i Catalogue of Life.